# Великі Токшики
Вели́кі То́кшики (рос. Большие Токшики, чув. Мăн Токшик) — присілок у Чувашії Російської Федерації, у складі Тораєвського сільського поселення Моргауського району.
Населення — 337 осіб (2010; 403 в 2002, 504 в 1979; 687 в 1939, 773 в 1926, 721 в 1906, 419 в 1859, 451 в 1795).

## Історія
Вперше згадується у документах 16 століття. Історичні назви — Токшихово, Велика Токшихова, Велика Токшиха, Токшихова Велика, Токшик Великий. До 1724 року селяни мали статус ясачних, 1866 року — державних, займались землеробством, тваринництвом, слюсарством, ковальством, рибальством, виготовленням одягу та взуття. 1891 року відкрито парафіяльну школу. На початку 20 століття діяло 7 вітряків. 1931 року утворено колгосп «Динамо». У 18 столітті присілок перебував у складі Сормівської волості, у першій половині 19 століття — у Абашевській та Чиганарській волостях, потім до 1927 року — у Тораєвській волості Ядрінського повіту. 1927 року присілок переданий до складу Татаркасинського, 16 січня 1939 року — до складу Сундирського, 17 березня 1939 року — до складу Совєтського, 1944 року — до складу Моргауського, 1959 року — повернуто до складу Сундирського, 1962 року — до складу Ядрінського, 1964 року — повернутий до складу Моргауського району.

## Господарство
У присілку діють фельдшерсько-акушерський пункт, клуб.